# Stratinska
Stratinska je naseljeno mjesto u sastavu Grada Banje Luke, Republika Srpska, BiH.

## Stanovništvo
| Stratinska         |              |              |              |              |
| godina popisa      | 1991.        | 1981.        | 1971.        | 2013.        |
| Hrvati             | 412 (56,43%) | 491 (47,48%) | 649 (51,34%) | 4 (2,00%)    |
| Srbi               | 311 (42,60%) | 516 (49,90%) | 611 (48,33%) | 195 (98,00%) |
| Muslimani          | 0            | 0            | 0            | 0            |
| Jugoslaveni        | 5 (0,68%)    | 15 (1,45%)   | 0            | 0            |
| ostali i nepoznato | 2 (0,27%)    | 12 (1,16%)   | 4 (0,31%)    | 0            |
| ukupno             | 730          | 1.034        | 1.264        | 199          |

## Vanjske poveznice
- Satelitska snimka  Arhivirana inačica izvorne stranice od 1. lipnja 2008. (Wayback Machine)